# مذبحة يازور
مذبحة يازور، وقعت أحداثها في 22 يناير 1948 بقرية يازور قضاء يافا فلسطين

## التفاصيل
كثَّف الصهاينة اعتداءاتهم المتكررة على قرية يازور الواقعة بمدخل مدينة يافا. إذ تكرر إطلاق حراس القوافل الإسرائيلية على طريق القدس/تل أبيب للنيران وإلقائهم القنابل على القرية وسكانها. وعندما اصطدمت سيارة حراسة تقل سبعة من الصهاينة بلغم قرب يازور لقي ركابها مصرعهم وجَّه ضابط عمليات منظمة الهاجاناه ييجال يادين أمرًا لقائد البالماخ ييجال آلون بالقيام بعملية عسكرية ضد القرية وبأسرع وقت وفي صورة إزعاج مستمر للقرية تتضمن نسف وإحراق المنازل واغتيال سكانها. وبناءً عليه نظمت وحدات البالماخ ولواء جبعاتي مجموعة عمليات إرهابية ضد منازل وحافلات يستقلها فلسطينيون عُزَّل. وتوجت العصابات الصهيونية نشاطها الإرهابي في 22 يناير 1948، أي بعد 30 يومًا من انفجار اللغم في الدورية الإسرائيلية، فتولى إسحق رابين (وكان آنذاك ضابط عمليات البالماخ) قيادة هجوم مفاجئ وشامل على القرية عند الفجر، نسفت القوات المهاجمة العديد من المنازل والمباني في القرية وبينها مصنع للثلج. وأسفر هذا الاعتداء عن مقتل 15 فلسطينيًا من سكان القرية لقي معظمهم حتفه وهم في فراش النوم.
وتكمن أهمية ذكر مذبحة يازور في أن العديد من الشخصيات «المعتدلة» بين أعضاء النخبة الحاكمة في إسرائيل اشتركوا في هذه الجريمة. كما أن توقيت تنفيذ المذبحة يأتي عقب قيام الدولة. ولم يُكشف عن تفاصيل هذه المذبحة إلا عام 1981.